# Байков, Борис Павлович
Байков Борис Павлович (24 июля 1896, Кисловодск, Кавказская губерния — 6 октября 1958, Баку) — азербайджанско-советский театральный и киноактёр, педагог, Народный артист Азербайджанской ССР (1940).

## Биография
Борис Павлович Байков родился 24 июля 1896 года в деревне Минутка Терской области (ныне город Кисловодск). Выступал в Астраханском и Дагестанском Русских драматических театрах. С 1930 по 1952 годы был актёром Азербайджанского Государственного Русского Драматического Театра.
Байков также играл различные характерные роли в азербайджанском кино и снялся в нескольких фильмах. Помимо этого, он занимался педагогической деятельностью в Бакинском театральном техникуме.
Борис Байков скончался 6 октября 1958 года в Баку.

## Награды и звания
- Народный артист Азербайджанской ССР[2] (23 апреля 1940)
- Заслуженный артист Азербайджанской ССР
- Орден «Знак Почёта» (27 апреля 1940)

## Основные роли
На театральной сцене
- «Темп» (Николай Погодин) — Лагутин
- «Друг мой» (Николай Погодин) — Кошкин
- «Интервенция» (Лев Славин) — Бондаренко
- «Любовь Яровая» (Константин Тренёв) — Кошкин
- «Платон Кречет» (Александр Корнейчук) — Берест
- «Дон Карлос» (Фридрих Шиллер) — герцог Альба
- «Беспредельщики» (Александр Островский) — Дудукин
- «Живой труп» (Лев Толстой) — Фёдор Протасов
- «Бойцы» (Борис Ромашов) — Хершов
- «Ревизор» (Николай Гоголь) — городничий
- «Пламя невинных» (Джафар Джаббарлы) — Гуркмаз
- «Счастливые» (Сабит Рахман) — Барберзаде
- «Ханлар» (Самед Вургун) — Коба

## Фильмография
- «Бакинцы» (1938) — Захарыч
- «Крестьянки» (1939) — железнодорожник Пётр
- «Подводная лодка „Т-9“» (1943) — Сергеев